# Ефремов, Евгений Алексеевич
Евге́ний Алексе́евич Ефре́мов (род. 3 июня 1960, Горький, СССР) — основатель и руководитель ДОД СДЮСШОР по самбо, образованной при Горьковском автомобильном заводе в 1987 году. Евгений Алексеевич — мастер спорта СССР (1980), Заслуженный тренер России (1999), Заслуженный работник физической культуры и спорта РФ (2009), Отличник физической культуры и спорта, дважды лауреат премии Нижнего Новгорода. Главный тренер Приволжского федерального округа по самбо, руководитель нижегородской СДЮШ олимпийского резерва по самбо.

## Биография
Учился в средней школе № 170 Нижнего Новгорода.
В 1980 году на чемпионате Вооружённых сил СССР по самбо получил звание мастера спорта СССР. В 1984 году на общественных началах организовал секцию самбо для мальчиков. В 1987 году был приглашён в спортивный клуб «Торпедо» при Горьковском автомобильном заводе тренером-преподавателем по самбо и дзюдо. Спортивная школа, основанная Евгением Ефремовым, неоднократно признавалась лучшей спортивной школой самбо. В период с 1987 года Ефремов подготовил двух Заслуженных мастеров спорта России, семерых мастеров спорта России международного класса, тридцать восемь мастеров спорта СССР и России по самбо, боевому самбо, дзюдо и рукопашному бою. Самых высоких результатов добился воспитанник Ефремова Заслуженный мастер спорта Раис Рахматуллин (7-кратный чемпион мира, 7-кратный победитель Кубков мира, 7-кратный чемпион России, 3-кратный чемпион Европы, многократный победитель Кубков Президента РФ).
По состоянию на 2023 год был главным тренером спортивного клуба «Vladimir» (Нижний Новгород, Дзержинск).
Занимался автоспортом. На грузовике участвовал в автокроссах по бездорожью. Призёр Чемпионата России по автомобильному многоборью.